# 724型エアクッション揚陸艇
724型エアクッション揚陸艇（ななによんがたエアクッションようりくてい、724型气垫登陆艇）は、中国人民解放軍海軍の人員揚陸用の小型エア・クッション型揚陸艇である。NATOコードネームは、「PA-YI Class」。

## 概要
1996年に1番艇が就役した。着岸時にはエアスカート内の圧力を下げ乾舷を低くさせ人員は前方から乗降する。乗員2名の他、8名から10名の兵員または15トンの貨物を輸送できるとしている。資料が執筆された時点において運用されている艇はわずか13隻かもしれないとしている。全隻は南海艦隊で運用されているとしている。玉亭型揚陸艦は、ウェルドック内に本エアクッション揚陸艇を2隻搭載することができるとしている。

## 主要諸元
資料の情報に基づく。
- 重量：6.4t
- 全長：12.40m
- 全幅：4.70m
- 速度：40kt（72km/h）
- 乗員：2名
- 搭載量：歩兵8-10名又は貨物15トン